# Тёмные века Камбоджи
Тёмные века́ Камбо́джи, также упоминается как Сре́дний пери́од — историографический термин, характеризующий период камбоджийской истории с начала XV века до установления французского протектората в 1863 году. Поскольку надежные источники, охватывающие этот период (в частности XV—XVI века), встречаются крайне редко, в научном сообществе нет консенсуса, касательно причин упадка некогда могущественной Кхмерской империи. Тем не менее, большинство современных историков пришли к выводу, что ряд четких и постепенных изменений религиозного, династического, административного и военного характера, а также экологических проблем совпали со сменой власти в Индокитае. В последние годы в качестве основной причины упадка ученые все больше выделяют именно экологические проблемы, в частности стихийные бедствия (наводнения, засухи и т. д.).
Храмовая эпиграфика, являвшаяся основным источником информации по кхмерской истории, становится редкостью в течение XIII века, а в третьем десятилетии XIV века и вовсе прекратилась вплоть до середины XVI века. Запись королевских хроник прекращается королем Джаяварманом IX (известным также как Джаяварман Парамешвара), правившим с 1327 по 1336 год. После смерти Джаявармана VII камбоджийская храмовая архитектура стала приходить в упадок. По мнению историка Майкла Викери, существуют лишь зарубежные источники по камбоджийской истории XV века, в частности китайские хроники «Мин шилу» и наиболее ранние королевские хроники Аютии, которым следует доверять с большой осторожностью. Об этом писал китайский ученый XVI века по имени Ван Шичжэнь:

Официальные источники безудержны и искусны в сокрытии правды; но записанные ими летописи и уставы и переписанные ими документы нельзя отвергать.
Оригинальный текст (англ.)The official historians are unrestrained and are skillful at concealing the truth; but the memorials and statutes they record and the documents they copy cannot be discarded.

Ключевым событием камбоджийской истории XV века стало сиамское вторжение, в ходе которого около 1431 года была захвачена и разграблена столица Кхмерской империи — город Ясодхарапура (Ангкортхом). По мнению историков с этого момента началось смещение политического центра Камбоджи на юг к речному порту Чарктомок (Пномпень), а затем — в Ловек.
Зарубежные источники XVI века встречаются гораздо чаще. Так известно, что камбоджийское государство располагалось в дельте Меконга, где произошел первый контакт с европейскими мореплавателями. Войны с Сиамом привели к утрате западных территорий, а в 1594 году пала столица Камбоджи — город Ловек. В свою очередь Вьетнам в ходе «марша на Юг» к XVII веку взял под свой контроль древний камбоджийский город Прей-Нокор (Сайгон), из-за чего Камбоджа стала постепенно терять выходы к морским торговым путям.
Влияние Сиама и Вьетнама усилилось в XVII—XVIII веках, когда обе державы поочерёдно требовали подчинения и дани от камбоджийского монарха, роль которого в этот период упала до состояния вассала. К началу XIX века Камбоджа оказалась под совместным сюзеренитетом обеих стран, утратив свою независимость. Британский агент Джон Кроуфурд писал:

…король этого древнего королевства готов броситься под защиту любой европейской нации…
Оригинальный текст (англ.)…the King of that ancient Kingdom is ready to throw himself under the protection of any European nation…

Чтобы спасти страну от аннексии камбоджийский король Анг Дуонг согласился на предложение Франции о протекторате, которое вступило в силу после подписания королем Нородомом и вступило в силу 11 августа 1863 года.

## Столицы
- Срейсантхор (1431—1434)
- Ловек (1528—1594)
- Удонг (1618—1866)

## Причины и предпосылки

### Военные неудачи

Сферы влияния в материковой части Юго-Восточной Азии около 1540 года.

Ряд источников, в частности королевские хроники Камбоджи и Аютии, содержат записи о военных походах и набегах с указанием конкретных дат и имен полководцев. Согласно сиамским королевским хроникам Пораманучит Чинората столкновения произошли в 1350 году, около 1380 года, а также в 1418 и 1431 годах. Однако некоторые видные исследователи, такие как Дэвид П. Чэндлер и Майкл Викери сомневаются в их точности и достоверности (другие же авторы не разделяют их скепсис):

Майкл Викери утверждал, что камбоджийские хроники, в том числе и те, что описывают события ранее 1550 года, невозможно проверить, и их часто копировали из тайских хроник о Таиланде…
Оригинальный текст (англ.)Michael Vickery has argued that Cambodian chronicles, including this one, that treat events earlier than 1550 cannot be verified, and were often copied from Thai chronicles about Thailand…

Лингвист Жан-Мишель Филиппи заключает:

Хронология камбоджийской истории в большей степени хроноидеология с ключевой ролью, приписываемой Ангкору.
Оригинальный текст (англ.)The chronology of Cambodian history itself is more a chrono-ideology with a pivotal role offered to Angkor.

### Земля или народ?
Сиамские источники описывают обычай захватывать в плен значительную часть городского населения побежденных царств Ланнатая и Ангкора, что по мнению историков также могло ускорить культурный упадок.

### Династические и религиозные факторы
Полный переход от раннего царства к твердому установлению династии Махидхарапура, основателем которой был Джаяварман VI, занял несколько десятилетий. Некоторые историки полагают, что ее представители не смогли установить централизованную власть и имели ограниченный доступ к местным ресурсам. Новая династия прекратила «ритуальную политику» и генеалогические традиции. В конечном итоге был разрешен буддизм Махаяны, на камбоджийском престоле появилось несколько буддистов, в том числе Сурьяварман I, Раджендраварман II и Джаяварман VII. Эти монархи более не считались и не считали себя божествами, что привело к изменению восприятия королевской власти и потере престижа правящей династии по отношению к иностранным правителям. Индраварман III (ок. 1295—1308) принял буддизм Тхеравады в качестве государственной религии.
Мириам Т. Старк утверждает, что конкуренция и борьба за королевский престол, узурпаторы и правители «второго сорта» характеризуют царство начиная с IX века. В настоящее время ведутся дискуссии о развитии камбоджийского общества по мере роста королевства и присоединения новых земель.
Авторы высказывают различные теории о взаимоотношениях между правителями Юго-Восточной Азии и их подданными, характером и степенью идентичности, концепцией Мандалы и последствиями смены государственной религии. Бен Кирнан отмечает тенденцию отождествления с универсальной религией взамен концепции народа или нации.

## Эра Чарктомока
После ухода из Ангкора небольшая группа жителей с помощью сиамцев основали новую столицу примерно в двухстах километрах к юго-востоку, в перекрестие Меконга и реки Тонлесап, где стоит современный Пномпень. Оттуда велась речная торговля кхмерского государства, верхнего Сиама и лаосских королевств, имеющих доступ через дельту Меконга к международным торговым путям, которые связывали побережье Китая, Южно-Китайское море и Индийский океан. В отличие от своего предшественника, это общество было более открытым для внешнего мира и полагалось главным образом на торговлю как на источник богатства. Начало морской торговли с Китаем в эпоху династии Мин (1368—1644) предоставило выгодные условия членам камбоджийской элиты, которая имела королевские торговые монополии.
Историки сходятся во мнении, что после разорения Ангкора его храмы оставались такими же значимыми для нации, как и прежде.

Дэвид П. Чэндлер:

Надпись 1747 года является самой последней на Ангкор-Вате и раскрывает важность храма для камбоджийской религиозной жизни всего за столетие до того, как он был «открыт» французами.
Оригинальный текст (англ.)The 1747 inscription is the last extensive one at Angkor Wat and reveals the importance of the temple in Cambodian religious life barely a century before it was «discovered» by the French.

## Эра Ловека
Король Анг Тян I (1516—1566) перенес столицу из Пномпеня на север в Ловек, что на берегах реки Тонлесап.

### Первые контакты с Западом
В 1511 году посланцы португальского адмирала Афонсу ди Албукерки, завоевателя Малакки, прибыли в Индокитай, что является первым документально подтвержденным контактом камбоджийцев с европейскими моряками. К концу XVI — началу XVII веков в Ловеке находились сообщества китайских, индонезийских, малайских, японских, арабских, испанских, английских, голландских и португальских торговцев.
Деятельность христианских миссионеров началась в 1555 году, когда в Камбоджу из Португалии прибыл доминиканец Гаспар да Крус. Эта попытка не увенчалась успехом — Гаспар да Крус крайне враждебно встречен буддийскими монахами и брахманами, из-за чего он вынужден был покинуть страну и вернуться в свою миссию в Малакке. После этого нет данных о появлении в Камбодже новых миссионеров до 1583 или 1584 года, однако в некоторых текстах есть упоминание того, что незадолго до своей смерти Баром Рачеа пригласил португальских миссионеров поселиться в стране; об этом имеется сообщение отца Габриэля де Сан Антонио, но даты, которые он приводит, вызывают сомнения.

### 
Воспользовавшись смутой, дальний родственник свергнутого монарха Реаме Чунг Прей объявил себя королем и обосновался в Срейсантхоре, где правил под именем Про Рама I.

### Конец испано-португальского влияния
В 1596 году испанские и португальские конкистадоры из Манилы совершили набег на Срейсантхор.
Период испанского влияния в Камбодже закончился — это влияние продолжалось еще несколько лет до тех нор, пока испанцы и португальцы не были вытеснены из всех стран Дальнего Востока новой колониальной империей — Голландией.

## Эра Удонга

Государства Юго-Восточной Азии в середине XVIII века.

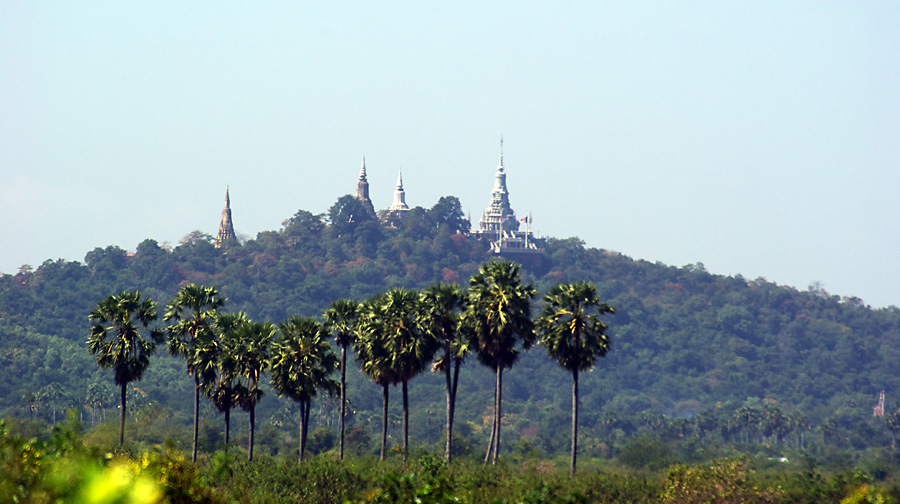
Удонг в наши дни

К концу XV века вьетнамцы завоевали последние оставшиеся территории некогда могущественного королевства Тямпа. Последние выжившие тямы в 1471 году основали свою диаспору, многие из них переселились на территорию Камбоджи.
В 1642 году камбоджийский принц Понхея Тян при пособничестве мусульманских купцов из Малакки организовал убийство короля Анг Нона I. С их же помощью взошел на камбоджийский престол, принял ислам, женился на малайке и правила под именем Султан Ибрагим. Его правление отмечено историческим апогеем исламского влияния в континентальной части Юго-Восточной Азии.
Сиам, который в XVIII веке мог бы стать союзником против вьетнамских вторжений, сам оказался вовлечен в затяжные конфликты с Бирмой, а в 1767 году сиамская столица Аютая была полностью разрушена. Тем не менее, Сиам оправился и вскоре утвердил свое господство над Камбоджей. Молодой кхмерский король Анг Энг (1779—1796) был назначен в качестве монарха в Удонге, в то время как Сиам аннексировал камбоджийские провинции Баттамбанг и Сиемреап. Местные правители стали вассалами под прямым покровительством Сиама.
Вьетнам и Сиам имели принципиально разные взгляды на отношения с Камбоджей. Вьетнамцы выбрали цивилизационную миссию, так как считали кхмерский народ культурно неполноценным, а его земли — местом для будущей колонизации поселенцами из Вьетнама. Попытки заставить камбоджийцев принять вьетнамские обычаи вызвали ряд восстаний против вьетнамского господства. Наиболее заметные имели место в 1840—1841 годах, прокатившись по большей части страны.
Сиамцы же напротив разделяли с кхмерами общую религию, мифологию, литературу и культуру, переняв у них ряд обычаев и практик. Представители правящей династии Чакри исповедовали «чакравартин» — учение об идеальном правителе, этично и доброжелательно управляющего своими подданными.

### Европейский колониализм и англо-французское соперничество

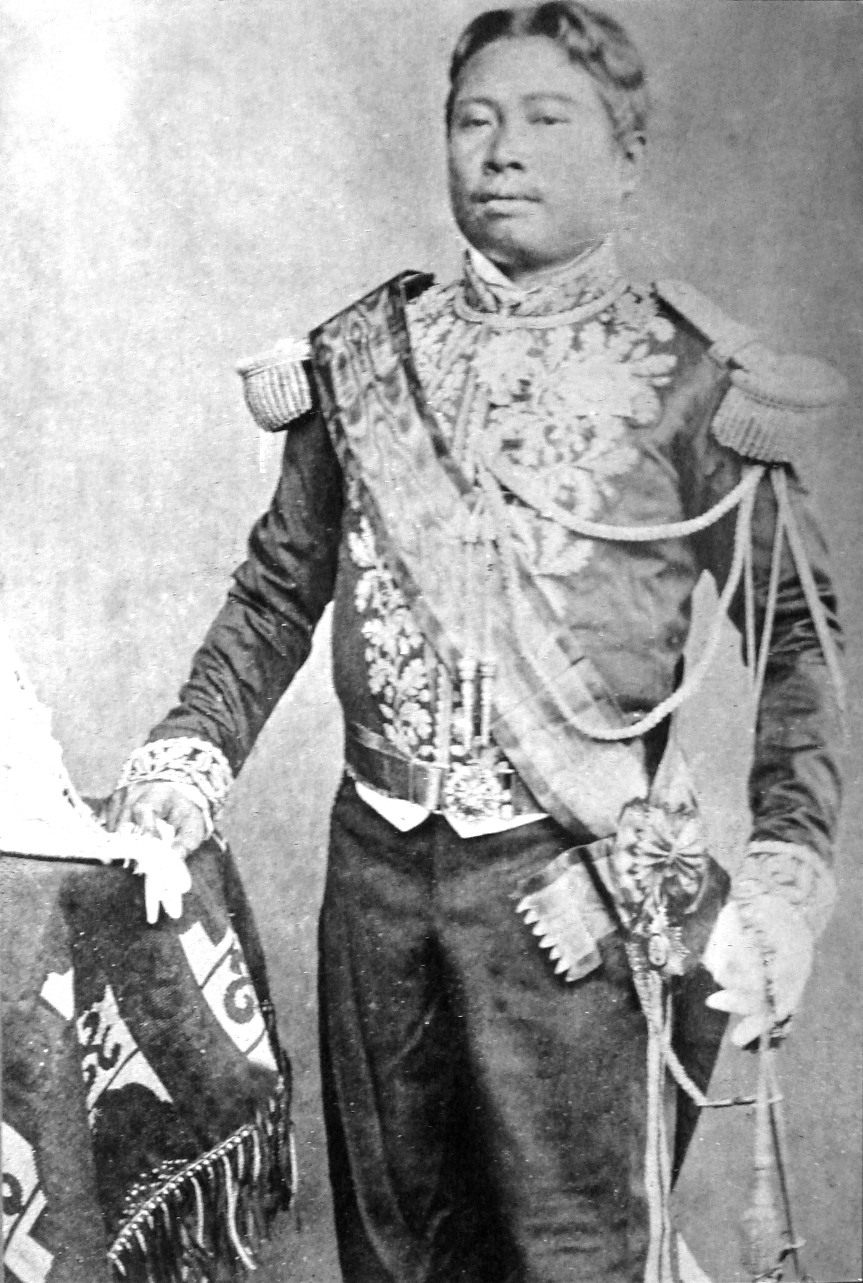

### На русском языке
- Миго А.[англ.]. Кхмеры (история Камбоджи с древнейших времен) = Les Khmers. / Пер. с франц. — М.: Главная редакция восточной литературы изд-ва «Наука», 1973. — 350 с.